# Рауль Кутар
Рау́ль Кута́р (фр. Raoul Coutard; нар. 16 вересня 1924, Париж, Франція — 8 листопада 2016, Лабенн) — французький кінооператор і режисер. Лауреат французької національної кінопремії «Сезар» 1978 року за найкращу операторську роботу у фільмі «Краб-барабанщик» режисера П'єра Шендерфера.

## Біографія
Рауль Кутар народився 16 вересня 1924 року в Парижі. Учився на інженера-хіміка, став фоторепортером, знімав війну в Індокитаї для журналів «Life» і «Paris Match». Як оператор дебютував роботою над стрічкою П'єра Шендерфера «Ущелина диявола» (1958).
У 1960 році зняв фільм Жана-Люка Годара «На останньому подиху», після чого він надовго став постійним кінооператором Годара і режисерів «нової хвилі».
Рауль Кутар працював також з такими режисерами, як Франсуа Трюффо, Жак Демі, Коста-Гаврас, Едуар Молінаро, Філіпп Гаррель та ін. У 1978 році за роботу у фільмі П'єра Шендерфера «Краб-барабанщик» був удостоєний кінопремії «Сезар» за найкращу операторську роботу. Загалом як оператор Кутар зняв понад 80 стрічок.
Як режисер Рауль Кутар поставив кілька короткометражних та три повнометражних фільми. Його дебютний повнометражний фільм «Хоа Бінь» змагався за «Золоту пальмову гілку» на 23-му Каннському міжнародному кінофестивалі у 1970 році та отримав Приз за найкращу першу роботу.

## Фільмографія (вибіркова)
Оператор
| Рік  |      | Назва українською                    | Оригінальна назва                                          | Режисер          |
| ---- | ---- | ------------------------------------ | ---------------------------------------------------------- | ---------------- |
| 1958 |      | Ущелина диявола                      | La passe du diable                                         | П'єр Шендерфер   |
| 1959 |      | Рамунчо                              | Ramuntcho                                                  | П'єр Шендерфер   |
| 1959 |      | На останньому подиху                 | À bout de souffle                                          | Жан-Люк Годар    |
| 1960 |      | Стріляйте в піаніста                 | Tirez sur le pianiste                                      | Франсуа Трюффо   |
| 1960 |      | Лола                                 | Lola                                                       | Жак Демі         |
| 1961 |      | Жінка є жінка                        | Une femme est une femme                                    | Жан-Люк Годар    |
| 1961 | док. | Хроніка одного літа                  | Chronique d'un été                                         | Жан Руш          |
| 1961 |      | Жуль і Джим                          | Jules et Jim                                               | Франсуа Трюффо   |
| 1962 |      | Жити своїм життям                    | Vivre sa vie: Film en douze tableaux                       | Жан-Люк Годар    |
| 1963 |      | Маленький солдат                     | Le petit soldat                                            | Жан-Люк Годар    |
| 1963 |      | Карабінери                           | Les carabiniers                                            | Жан-Люк Годар    |
| 1963 |      | Зневага                              | Le mépris                                                  | Жан-Люк Годар    |
| 1963 |      | Португальські канікули               | Vacances portugaises                                       | П'єр Каст        |
| 1964 |      | Банда аутсайдерів                    | Bande à part                                               | Жан-Люк Годар    |
| 1964 |      | Ніжна шкіра                          | La peau douce                                              | Франсуа Трюффо   |
| 1964 |      | Заміжня жінка                        | Une femme mariée: Suite de fragments d'un film tourné en … | Жан-Люк Годар    |
| 1964 |      | Месьє складе вам компанію            | Un monsieur de compagne                                    | Філіпп де Брока  |
| 1965 |      | 317-й взвод                          | La 317ème section                                          | П'єр Шендерфер   |
| 1965 |      | Альфавіль                            | Alphaville, une étrange aventure de Lemmy Caution          | Жан-Люк Годар    |
| 1965 |      | Безтямний П'єро                      | Pierrot le fou                                             | Жан-Люк Годар    |
| 1966 |      | Зроблено в США                       | Made in U.S.A                                              | Жан-Люк Годар    |
| 1967 |      | Дві або три речі, які я знаю про неї | 2 ou 3 choses que je sais d'elle                           | Жан-Люк Годар    |
| 1967 |      | Китаянка                             | La chinoise                                                | Жан-Люк Годар    |
| 1967 |      | Вікенд                               | Week End                                                   | Жан-Люк Годар    |
| 1967 |      | Моряк з Гібралтара                   | The Sailor from Gibraltar                                  | Тоні Річардсон   |
| 1967 |      | Наречена була в чорному              | La mariée était en noir                                    | Франсуа Трюффо   |
| 1969 |      | Дзета                                | Z                                                          | Коста-Гаврас     |
| 1970 |      | Визнання                             | L'aveu                                                     | Коста-Гаврас     |
| 1970 |      | Зі свободою за спиною                | La liberté en croupe                                       | Едуар Молінаро   |
| 1971 |      | Найніжніші визнання                  | Les aveux les plus doux                                    | Едуар Молінаро   |
| 1973 |      | Зануда                               | L'emmerdeur                                                | Едуар Молінаро   |
| 1977 |      | Краб-барабанщик                      | Le Crabe-Tambour                                           | П'єр Шендерфер   |
| 1981 |      | Діагональ слона                      | La diagonale du fou                                        | Рішар Дембо      |
| 1982 |      | Пристрасть                           | Passion                                                    | Жан-Люк Годар    |
| 1984 |      | Ім'я: Кармен                         | Prénom Carmen                                              | Жан-Люк Годар    |
| 1984 |      | Шлюха                                | La garce                                                   | Крістіна Паскаль |
| 1986 |      | Макс, моя любов                      | Max mon amour                                              | Наґіса Ошіма     |
| 1988 |      | Коров'ячі шкури                      | Peaux de vaches                                            | Патрісія Мазюї   |
| 1988 |      | Не будіть сплячого поліцейського     | Ne réveillez pas un flic qui dort                          | Жозе Пінейро     |
| 1993 |      | Народження кохання                   | La naissance de l'amour                                    | Філіп Гаррель    |
| 1996 |      | Серце примари                        | Le coeur fantôme                                           | Філіп Гаррель    |
| 2001 |      | Дика невинність                      | Sauvage innocence                                          | Філіп Гаррель    |

Режисер
- 1970 : Хоа Бінь / Hoa-Binh
- 1980 : Легіон висаджується в Колвезі / La légion saute sur Kolwezi
- 1983 : Убивство в Сан-Сальвадорі / S.A.S. à San Salvador

## Визнання та нагороди
| Рік                                    | Категорія                          | Номінант           | Результат |
| -------------------------------------- | ---------------------------------- | ------------------ | --------- |
| Премія BAFTA                           |                                    |                    |           |
| 1968                                   | Найкращий британський кінооператор | Моряк з Гібралтара | Номінація |
| Каннський міжнародний кінофестиваль    |                                    |                    |           |
| 1970                                   | Золота пальмова гілка              | Хоа Бінь           | Номінація |
| 1970                                   | Найкращий перший фільм             | Хоа Бінь           | Перемога  |
| 1983                                   | Технічний Гран-прі                 | Пристрасть         | Перемога  |
| Премія Жана Віго                       |                                    |                    |           |
| 1970                                   | Найкращий художній фільм           | Хоа Бінь           | Перемога  |
| Премія «Сезар»                         |                                    |                    |           |
| 1978                                   | Найкраща операторська робота       | Краб-барабанщик    | Перемога  |
| 1983                                   | Найкраща операторська робота       | Пристрасть         | Номінація |
| Венеційський міжнародний кінофестиваль |                                    |                    |           |
| 1983                                   | Приз за найкраще технічне рішення  | Ім'я: Кармен       | Перемога  |